# Antoni Majewski (wiolonczelista)
Antoni Jacek Majewski (ur. 29 stycznia 1997 w Bydgoszczy) – polski wiolonczelista, laureat II. miejsca na Ogólnopolskim Turnieju Wiolonczeli i Kontrabasu w 2014, i II. miejsca na IV. Ogólnopolskim Młodzieżowym Konkursie Instrumentów Smyczkowych w 2015. Współtwórca Fundacji Koherencje i Fundacji W788.

## Życiorys
W 2019 roku ukończył studia licencjackie w Uniwersytecie Muzycznym Fryderyka Chopina w Warszawie, w klasie prof. Tomasza Strahla. W 2022 roku ukończył studia magisterskie w Hochschule fur Musik Carl Maria von Weber Dresden w klasie prof. Emila Rovnera. Swój warsztat kształcił u takich pedagogów, jak prof. Jens-Peter Maintz, prof. Konstantin Heidrich, prof. Peter Bruns, prof. Danjulo Ishizaka czy prof. Wen-Sinn Yang. Jako solista występował m.in.: w Filharmonii Pomorskiej, Sali Balowej w Łańcucie, Europejskim Centrum Muzyki w Lusławicach, Uniwersytecie Muzycznym Fryderyka Chopina, Hochschule für Musik Carl Maria von Weber Dresden oraz Akademii Muzycznej im. Feliksa Nowowiejskiego w Bydgoszczy. Występował na wielu festiwalach m.in. Letnie Koncerty na Grochowskiej, Ars Lituanica Summer Fest, Fonomo, Chopin-Górecki czy Rzeka Muzyki. Laureat wielu konkursów, m.in. III Ogólnopolskiego Turnieju Wiolonczeli i Kontrabasu (II miejsce, 2014) i IV Ogómnopolskiego Młodzieżowego Konkursu Instrumentów Smyczkowych (II miejsce, 2015). Wielokrotny stypendysta Urzędu Miasta Bydgoszczy, Towarzystwa Mozartowskiego, Urzędu Marszałkowskiego Województwa Kujawsko-Pomorskiego oraz Ministerstwa Kultury i Dziedzistwa Narodowego.
Działa nie tylko na polu artystycznym ale także popularyzatorskim, organizacyjnym, kreatywnym; jest członkiem dwóch fundacji – członkiem rady programowej Fundacji W788 oraz wiceprezesem Fundacji Koherencje.
Jest synem prof. Elżbiety Jabłońskiej i Jacka Majewskiego.